# Državna cesta D515
D515 je državna cesta u Hrvatskoj. Ukupna duljina iznosi 31,4 km.